# Godezonne Farm Cemetery
Godezonne Farm Cemetery is een Britse militaire begraafplaats met gesneuvelden uit de Eerste Wereldoorlog, gelegen in het Belgische dorp Kemmel (Heuvelland). De begraafplaats ligt ongeveer 2 kilometer ten noordoosten van het dorpscentrum (Sint-Laurentiuskerk) en werd ontworpen door William Cowlishaw. Het rechthoekig terrein is 765 m² groot en wordt omsloten door een bakstenen muurtje. Centraal staat het Cross of Sacrifice. De begraafplaats wordt onderhouden door de Commonwealth War Graves Commission.
Er worden 79 doden herdacht waarvan slechts 35 geïdentificeerd konden worden.

## Geschiedenis
Tussen februari en mei 1915 werd in de tuin van de Godezonne Farm, langs de weg die door de Britten Cheapside werd genoemd, een kleine begraafplaats (slechts 17 graven) aangelegd door de 2nd Royal Scots en de 4th Middlesex (beiden behorende tot de 8th Brigade, 3rd Division). In 1916 werden nog 3 graven toegevoegd. Na de oorlog werden nog eens 59 slachtoffers, afkomstig uit de slagvelden ten noorden en ten oosten van Kemmel, bijgezet. 
Er liggen nu 79 doden waaronder 74 Britten (waarvan 41 niet geïdentificeerd konden worden), 1 niet geïdentificeerde Australiër, 1 Canadees en 3 Zuid-Afrikanen (waaronder 2 niet geïdentificeerde).
De begraafplaats werd in 2009 als monument beschermd.

### Minderjarige militair
- A.J. Payne, kanonnier bij de Royal Field Artillery was 17 jaar toen hij op 18 november 1916 sneuvelde.